# سرمحلة (أنزان الشرقي)
سرمحلة (بالفارسية: سرمحله) هي قرية تقع في إيران في قسم أنزان الشرقي الريفي. يقدر عدد سكانها بـ 430 نسمة بحسب إحصاء 2016.